# Caustogryllacris nigrita
Caustogryllacris nigrita är en insektsart som först beskrevs av Morgan Hebard 1922.  Caustogryllacris nigrita ingår i släktet Caustogryllacris och familjen Gryllacrididae. Inga underarter finns listade i Catalogue of Life.